# 小名木川橋梁

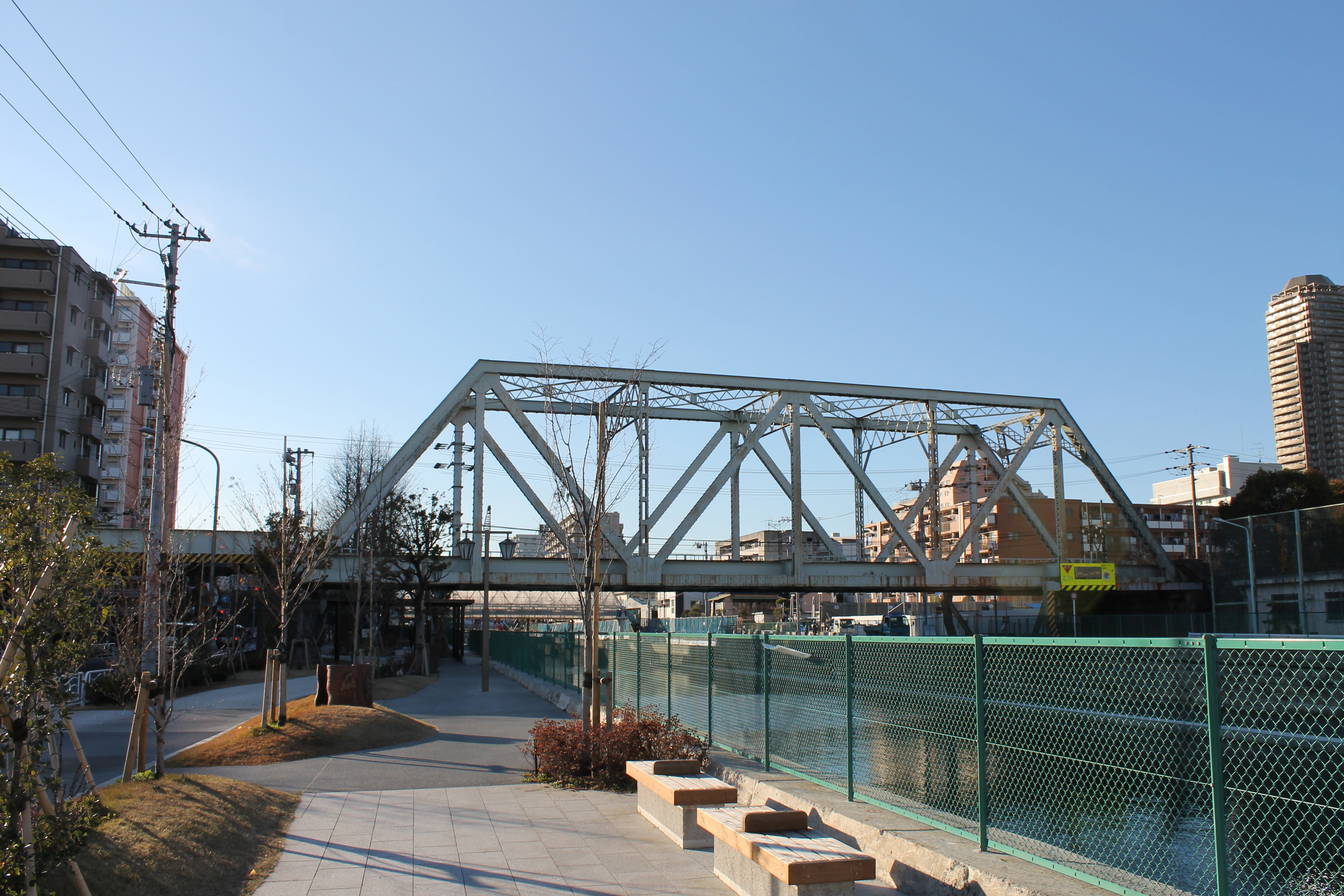
小名木川橋梁

小名木川橋梁（おなぎがわきょうりょう）は、東京都江東区の小名木川に架かる東日本旅客鉄道（JR東日本）越中島支線の鉄道橋である。

## 概要
国鉄総武本線貨物支線である越中島支線の亀戸駅 - 小名木川駅（現在は廃駅）間の建設工事に伴って1929年（昭和4年）に完成した。新小岩信号場駅 - 越中島貨物駅間の小名木川に架かる全長59.94メートルの橋梁である。
本橋梁は白いトラス桁が特徴である。また、本橋梁は複線対応となっているが、レール自体は単線のみの敷設となっている。

## 諸元
- 種別 - 鋼鉄道橋
- 形式 - 1)下路式ワーレントラス1連、2)下路式プレートガーダー1連
- 橋長 - 59.94m（橋台前面間長）
- 径間数 - 2径間
- 支間 - 1)47.092m、2)12.93m
- 線数 - 複線
- 活荷重 - 1)E40、2)E33
- 竣工 - 1929年（昭和4年）
- 施主 - 鉄道省
- 橋梁設計 - 鉄道省
- 橋桁製作 - 1)東京石川島造船所、2)

## その他
本橋梁の南側には、かつて小名木川駅の貨物ヤードが広がっていたが、廃駅後には跡地にマンションおよびショッピングセンター「アリオ北砂」ができている。